# Herbert Morris
Herbert Roger Morris, ameriški veslač, * 16. julij 1915, † 22. julij 2009.
Morris je za ZDA nastopil na Poletnih olimpijskih igrah 1936 v Berlinu, kjer je v osmercu osvojil zlato medaljo.